# Reserva natural Lagodeji
La Reserva Natural Lagodeji, también conocida como Parque Nacional Lagodeji, son un par de áreas protegidas en la región de Kajetia de Georgia: Reserva Natural Estricta Lagodeji y Reserva Natural Gestionada por Lagodeji (divididas en el año 2003). El área combinada de las dos consta de 24.451 hectáreas. Las reservas están situadas en el noreste de Georgia, en la vertiente meridional del Cáucaso, limitan con Azerbaiyán y Daguestán. Lagodeji conserva una variedad de flora y fauna local poco común y fue originalmente protegida en 1912, bajo el Imperio ruso, como la primera reserva natural de Georgia. Su ecorregión es la del bosque mixto del Cáucaso.

## Localización y topografía

Lago de los acantilados negros.

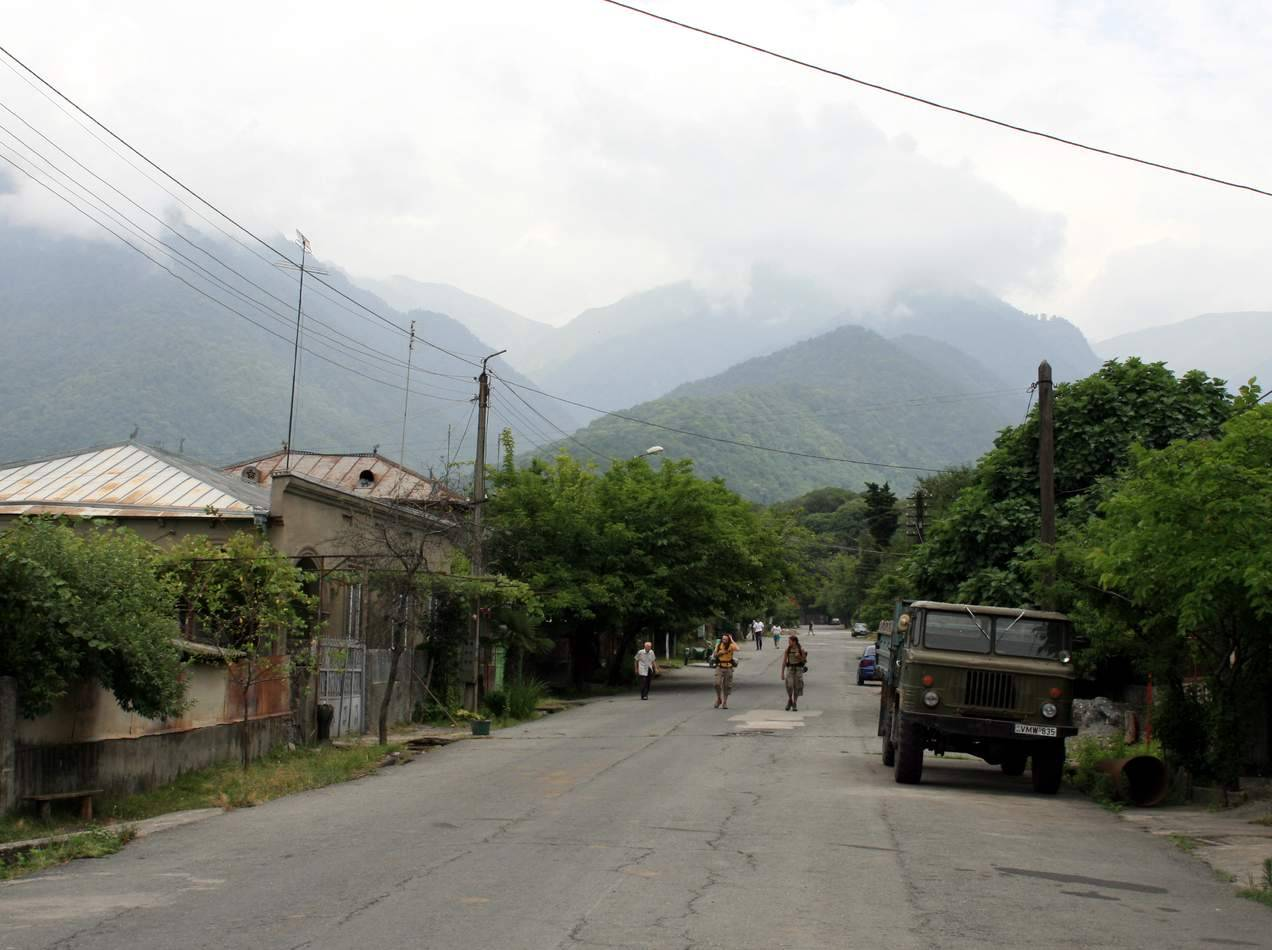
Vista hacia el parque desde Lagodeji.

Las áreas protegidas de Lagodeji se encuentran en el noreste de Georgia, en la vertiente sur del Cáucaso, en la frontera con Azerbaiyán y la república rusa de Daguestán, y comprenden 19.749 hectáreas (76,25 millas cuadradas) (reserva natural estricta) y 4.702 hectáreas (reserva natural gestionada), que se extienden de 590 a 3.500 metros (1.940 a 11.480 pies) por encima del nivel del mar, incluyendo varias quebradas. Los principales ríos que fluyen a través de la reserva son el Ninoskhevi, el Shromiskhevi, el Lagodejistskali y el Matsimistskali; en las elevaciones más altas hay lagos glaciares, de los cuales el más grande es el Lago Black Cliff, en la frontera con Rusia, con una profundidad de 14 metros. También hay manantiales de azufre.
La mayor parte de la reserva natural estricta es accesible únicamente con fines de investigación; la reserva natural gestionada contiene instalaciones turísticas que incluyen cinco senderos: a la cascada Grouse, a la cascada Ninosjevi, al castillo Machi (o Machistsikhe) del siglo XI, al lago Black Rock y a un sendero de conocimiento de la naturaleza; la ruta Black Rock también cruza la reserva natural estricta.  Un acuerdo entre Azerbaiyán y Georgia permite que los excursionistas crucen la frontera libremente hacia y desde la reserva.

## Flora y fauna

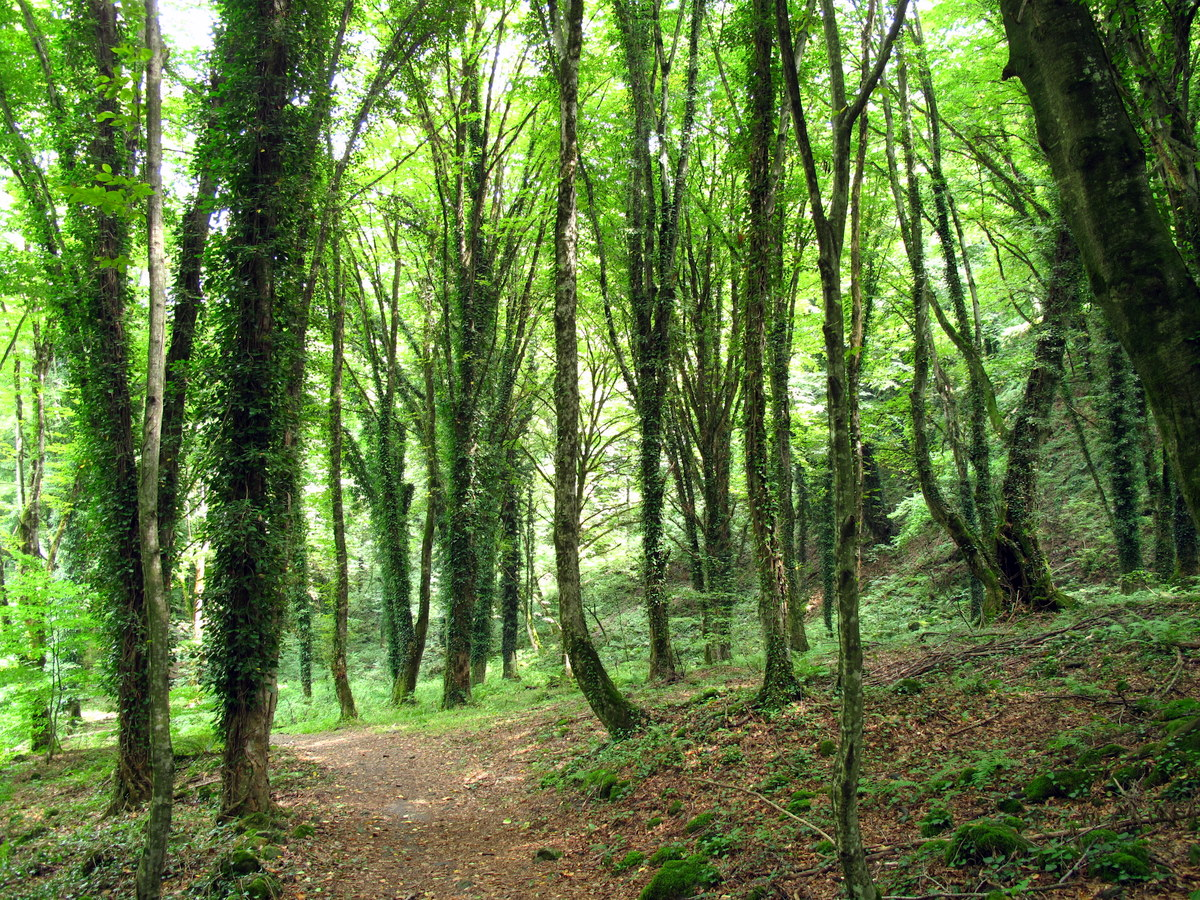
Bosque de hayas.

Las reservas se extienden desde los hayedos (bosque latifoliado dominado por hayas orientales) hasta la zona alpina. Aproximadamente el 70% del área está cubierto de bosques; el segundo y tercer árbol más prominente es el carpe europeo y varias especies de arce (particularmente el arce aterciopelado, el arce de Capadocia, el arce de campo y el arce de Noruega). El bosque incluye una gran variedad de especies de plantas; se dice que casi dos tercios de las que se encuentran en todo el país; y las tierras bajas han sido comparadas con la cálida vegetación templada de la región del Mar Negro (llamada localmente "subtropical"). Lagodeji también es conocida por su vida animal y ha sido famosa por su caza. Es una de las mayores reservas para el Cáucaso oriental, y también tiene muchos rebecos y ciervos rojos. Entre los principales depredadores se encuentran el lince euroasiático, el lobo gris, el oso pardo, el quebrantahuesos, el águila imperial oriental, el águila real y el águila esteparia. En total, 150 especies de aves, 53 mamíferos, 5 anfibios, 12 reptiles y 4 peces se encuentran en las reservas; 26 de las plantas y más de 40 de los animales se encuentran en el Libro Rojo de Datos de la Federación Rusa, donde se enumeran las especies amenazadas. El mapache, una especie exótica, también está presente en las reservas de Lagodeji.

## Historia

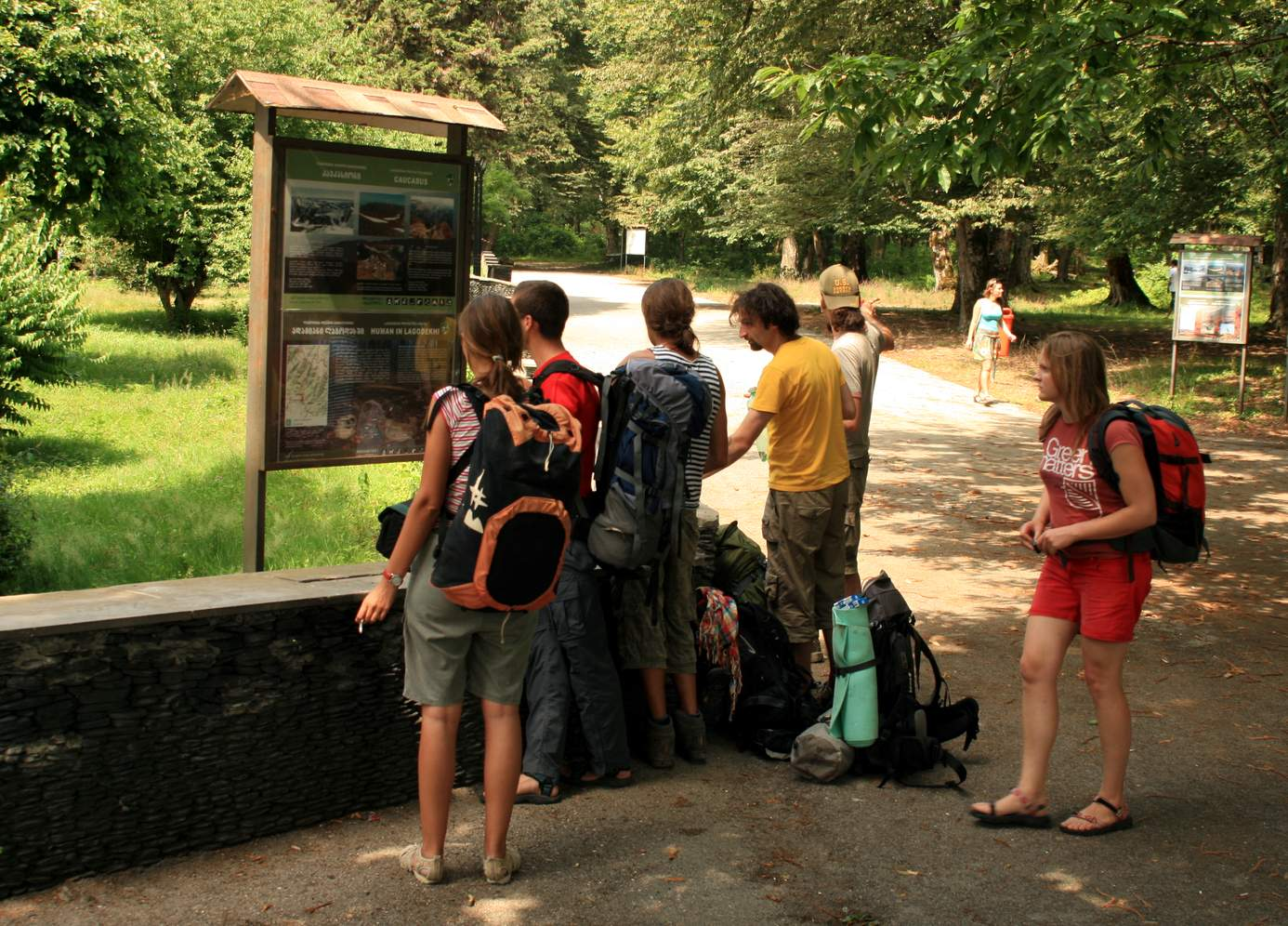
Turistas en la entrada de la reserva.

Las reservas de Lagodeji incluyen vestigios arqueológicos del asentamiento y entierros de la Edad de Bronce, especialmente en el pueblo de Ulianovka.
Las reservas se originaron con el oficial del ejército polaco y naturalista aficionado Ludwik Młokosiewicz, quien estableció un parque regimental en el asentamiento de Lagodeji mientras estaba estacionado con la guarnición allí. Después de dimitir del ejército por pacifismo en 1861, fue finalmente arrestado al regresar a Tiflis y devuelto a Polonia, pero regresó en 1867 y pasó el resto de su vida viviendo con su familia en una granja en el bosque, estudiando la flora y fauna de la zona como Inspector de Bosques del distrito de Signaji. Descubrió más de 60 especies y suministró especímenes a colecciones de otros países. A partir de 1889, Młokosiewicz instó a que se protegiera el área, pero esto no ocurrió hasta 1912, después de la defensa de la Sociedad Geográfica Rusa y de Nikolai Ivanovich Kuznetsov, un profesor de geobotánica de la Universidad de Dorpat (ahora Tartu). En respuesta a su informe y a la petición de la sociedad de que el bosque dejara de utilizarse como leña, el vicerrector del zar en la región del Cáucaso aceptó la solicitud de una reserva natural estricta, la primera reserva que se estableció en la región del Cáucaso.
Después de la Revolución Rusa, la caza furtiva y probablemente la recolección de madera fueron problemas en la reserva. En 1929 fue declarada de nuevo reserva natural estricta (zapovédnik). Los soviéticos crearon otras reservas naturales, así como reservas de caza en Georgia, y en 1935, 1945 y 1970 aumentaron el tamaño de la reserva de Lagodekhi; pero a la inversa, en 1951 eliminaron a todos los zapovedniks en Georgia, excepto a Lagodekhi, y de nuevo en 1962-64 redujeron el número de tales reservas, dejando intacto a Lagodekhi. Tampoco se utilizó para experimentos de rehabilitación de especies en peligro de extinción de otras regiones, al igual que algunas otras reservas estrictas. Los soviéticos crearon otras reservas naturales, así como reservas de caza en Georgia, y en 1935, 1945 y 1970 aumentaron el tamaño de la reserva de Lagodeji; pero a la inversa, en 1951 eliminaron a todos los zapovedniks en Georgia, excepto a Lagodeji, y de nuevo en 1962-1964 redujeron el número de tales reservas, dejando intacto a Lagodeji. Tampoco se utilizó para experimentos de rehabilitación de especies en peligro de extinción de otras regiones, al igual que algunas otras reservas estrictas.
Tras la desintegración de la Unión Soviética y el restablecimiento de la independencia de Georgia en 1991, un período de guerra condujo a un gran aumento de la caza furtiva y a la reducción de las poblaciones animales en Lagodeji. En 1996 el país aprobó las Leyes sobre el Sistema de Áreas Protegidas y reclasificó sus áreas naturales bajo el esquema de la Unión Internacional para la Conservación de la Naturaleza, y en 2003 se agregaron 6.000 hectáreas (23 millas cuadradas) a la reserva de Lagodeji y se dividió en una gran reserva estricta y una pequeña reserva administrada en la franja de tierra entre la reserva estricta y las aldeas vecinas, en la que se crearon instalaciones turísticas que incluían un edificio de información y senderos.  Tras un proyecto piloto en el que participaron la UICN, la Sociedad Georgiana de Amigos de la Naturaleza y la Sociedad Mlokosevich de Lagodeji, se ha creado una junta asesora que incluye a representantes del municipio de Lagodeji y guías locales.